# Grimmia agassizii
Grimmia agassizii är en bladmossart som först beskrevs av Sullivant och Lesquereux in Sullivant, och fick sitt nu gällande namn av Georg Friedrich von Jaeger 1874. Grimmia agassizii ingår i släktet grimmior, och familjen Grimmiaceae. Inga underarter finns listade i Catalogue of Life.